# Next Men
John Byrne's Next Men (conosciuta più comunemente come Next Men o anche con la sigla JBNM) è una serie di fumetti scritta e disegnata da John Byrne. La prima serie è durata 31 numeri (dallo 0 al 30) più un prequel a sé stante intitolato 2112 e venne pubblicata dalla Dark Horse Comics a partire dal 1991 fino al 1994. Una miniserie di nove albi è stata pubblicata dalla IDW Publishing dal 2010 al 2011, seguita da un'altra miniserie di 5 numeri intitolata Next Men: Aftermath nel 2012.

## Trama
Negli anni cinquanta, un'esplosione in Alaska attirò l'attenzione di un gruppo di scienziati. Scoprirono sul luogo dozzine di cadaveri carbonizzati, e un sopravvissuto con un esoscheletro. Costui era Sathanas, che uccise tutti gli scienziati tranne uno, che usò per incontrare il senatore Aldus Hilltop. Mantenendo segreta l'esistenza di Sathanas, insieme crearono il Progetto Next Men, che creò superumani artificiali cresciuti in una realtà virtuale.
Nei primi anni novanta, cinque di questi Next Men si organizzano per scappare dalla prigionia, ma una volta liberi scoprono che i loro poteri sono molto diversi da quelli del loro mondo virtuale. I Next Men sono:
- Nathan: i cui occhi mutati sono grandi e neri e gli permettono di vedere un ampio spettro di luci.
- Jasmine: una giovane super-acrobata.
- Jack: è super-forte ma non può controllare la sua forza.
- Bethany: invulnerabile, ma il suo potere le fa perdere la sensibilità fisica e la sua pelle è scolorita, bianca come il latte.
- Danny: può correre a super-velocità.

Alla fine i Next Men vengono soccorsi da un uomo di nome Control e dalla sua organizzazione governativa segreta, mentre Hilltop raggiunge la vice presidenza e quindi la presidenza degli Stati Uniti d'America. I Next Men esplorano le ramificazioni della loro esistenza e contemporaneamente scoprono di essere pedine di un complotto di Sathanas che dura da decenni, una storia che coinvolge i viaggi nel tempo, l'eugenetica e i doppelgänger.

## Storia editoriale

### Pubblicazioni originali
La serie esordì sul mensile antologico Dark Horse Presents, nel numero 54 (settembre 1991). Qui venne pubblicata la prima storia in bianco e nero in 4 puntate di 8 pagine ciascuna (l'ultima sul numero 57 del dicembre 1991). Questa stessa storia, colorata, verrà ristampata su Next Men numero 0 del gennaio 1992 che uscì quasi contemporaneamente al numero 1. La serie ebbe periodicità mensile fino al gennaio 1994. Gli ultimi numeri uscirono con un certo ritardo e irregolarmente, a causa degli impegni di Byrne: nel 1994 vengono dati alle stampe 9 numeri con i quali Next Men si conclude a dicembre.
2112 (novembre 1991) è stata pubblicata a parte in formato prestige - ISBN 1-878574-07-8
JBNM è stata raccolta in una serie di volumi:
- Volume uno (marzo 1993): Book One ristampa i numeri dal 0 al 6 - ISBN 1-878574-70-1
- Volume due (maggio 1994):Parallel ristampa i numeri dal 7 al 12 - ISBN 1-56971-016-3
- Volume tre (novembre 1994): Fame ristampa i numeri dal 13 al 18 - ISBN 1-56971-025-2
- Volume quattro (febbraio 1995): Faith ristampa i numeri dal 19 al 22 - ISBN 1-56971-055-4
- Volume cinque (maggio 1995): Power ristampa i numeri dal 23 al 26 - ISBN 1-56971-061-9
- Volume sei (dicembre 1996): Lies ristampa i numeri dal 27 al 30 - ISBN 1-56971-204-2

Esiste anche un'edizione di lusso del marzo 1993, a tiratura limitata (mille copie), arricchita da materiale inedito e da una nuova copertina intitolata John Byrne's Next Men Limited Edition, che ristampa i numeri dall'1 al 6.

### Pubblicazioni in lingua italiana
In Italia la serie è stata soltanto parzialmente pubblicata prima sulle pagine della rivista Hyperion e poi su quelle di Star Magazine, entrambe pubblicate dalla Star Comics.
La casa editrice 001 Edizioni ha pubblicato tra il 2011 e il 2013 l'intera serie originale in quattro volumi.

## Modelli a cui è ispirato Next Men
Un prototipo dei Next Men compare come Freaks in una litografia pubblicata all'interno di The Portfolio of the DC Universe negli anni ottanta. Byrne aveva in principio impostato la serie per la DC Comics, ma per varie ragioni non fu mai pubblicata. Con qualche cambiamento, fu adattata per figurare in 2112 (che ironicamente era un'opera invenduta alla Marvel, su un ipotetico futuro) e diventare John Byrne's Next Men. Due personaggi mantennero in qualche maniera le loro sembianze, diventando Jasmine e il "cattivo" Aldus Hilltop.
Come altri fumetti contemporanei del periodo a cavallo tra la fine degli anni ottanta e l'inizio dei novanta, JBNM è una decostruzione della figura del supereroe, che ha come presupposto un mondo in cui i superumani stanno nascendo e analizza il loro impatto su questo in termini imparzialmente realistici per il genere.
La serie termina con un finale aperto nel numero 30. Byrne intendeva concludere la storia in una seconda serie, ma la crisi dell'industria fumettistica statunitense a metà degli anni novanta gli rese finanziariamente inattuabile realizzarlo, e ritornò a lavorare a contratto per DC e Marvel. Nel 2011 Next Men è ricominciato, pubblicato da IDW.
In Next Men Byrne ha profuso tutta la sua passione per la fantascienza (è anche scrittore di romanzi) con un intreccio della trama estremamente complesso, ma perfettamente strutturato. Un gioco a incastro in cui tutti i tasselli vanno a ricomporsi in un disegno preciso.
La mutazione dei protagonisti è studiata secondo un principio di Isaac Asimov: la pseudo-scienza per quanto irreale deve essere giustificata narrativamente, con espedienti coerenti con la trama. Infatti i giovani mutanti non sono potenziati con innesti tecnologici o impianti animali come in altre occasioni, ma con un'accelerazione indotta dell'evoluzione delle naturali possibilità del corpo umano. Da qui il titolo: Next Men in inglese significa i "prossimi uomini" o gli "uomini del futuro".